# Patrulla Águila
La Patrulla Águila fue hasta el 15 de junio de 2025 el grupo de vuelo acrobático del Ejército del Aire y del Espacio de España. Creada en 1985 con sede en el municipio de San Javier (Murcia), volaban con siete aviones CASA C-101 Aviojet de fabricación española. Con una alta preparación a nivel mundial, destacaban en maniobras como el looping invertido y el aterrizaje en formación, siendo esta patrulla la primera que lo consiguió realizar. Es de los pocos equipos acrobáticos que utilizaba humo amarillo en sus exhibiciones, para la realización de la bandera de España. Tienen un lema: Juncti sed non uncti—que se traduce como «Juntos, pero no revueltos». Este lema en latín refleja su filosofía de vuelo: una unidad extremadamente cohesionada y coordinada.
Su último vuelo fue el 15 de junio de 2025 en el Festival Aéreo de Aire25, coincidiendo con el 40.º aniversario de la propia Patrulla Águila, donde asistieron más de medio millón de personas. Los equipos acrobáticos de la Patrouille de France (Francia), Patrouille Suisse (Suiza), Frecce Tricolori (Italia) y Red Arrows (Reino Unido), también formaron parte de la exhibición aérea.
La próxima patrulla de vuelo acrobático del ejército español utilizara los Pilatus PC-21 y tendrá un nombre distinto, que no se conocerá hasta 2026.

## Historia

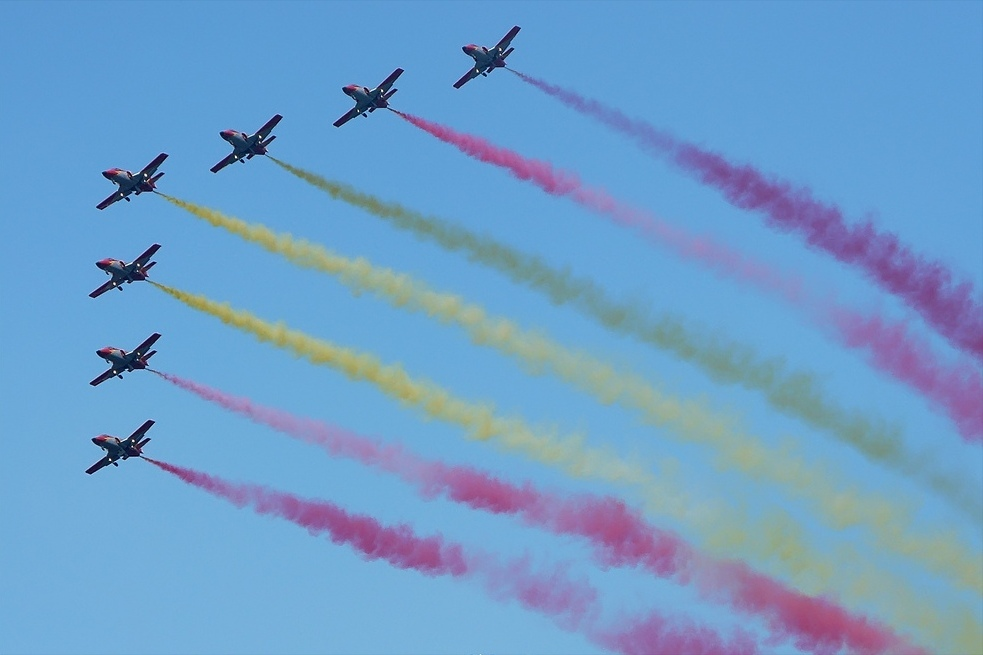
Patrulla Águila en el Festival Aéreo de Vigo 2009.

### Precedentes
La Patrulla Águila se fundó en la Escuela Básica de la Base Militar de Matacán (Salamanca), en 1954. Aunque durante los años 50 y 60 existieron en España diversas patrullas acrobáticas, fueron:
- Patrulla de la Base Aérea de Talavera (Badajoz).
- Patrulla de la Base Aérea de Los Llanos (Albacete).
- Patrulla Ascua de la base aérea de Manises (Valencia). Destaca ésta, mantenida en activo durante diez años.

### Fundación y primeros pasos
La entrada en servicio del CASA C-101 Aviojet, un avión de fabricación española ideal para la realización de acrobacias, propició la creación en 1985 de una patrulla aérea de carácter permanente, impulsada principalmente por el capitán Carrizosa.
La patrulla realizó su primer entrenamiento el 4 de junio de 1985, siendo escogidos sus pilotos entre los profesores de la Academia General del Aire y del Espacio. El número de aviones que la componían se aumentó de cinco a siete en poco tiempo, y los dibujos del fuselaje se inspiraron en la extinta Patrulla Ascua, adornada con motivos ígneos.

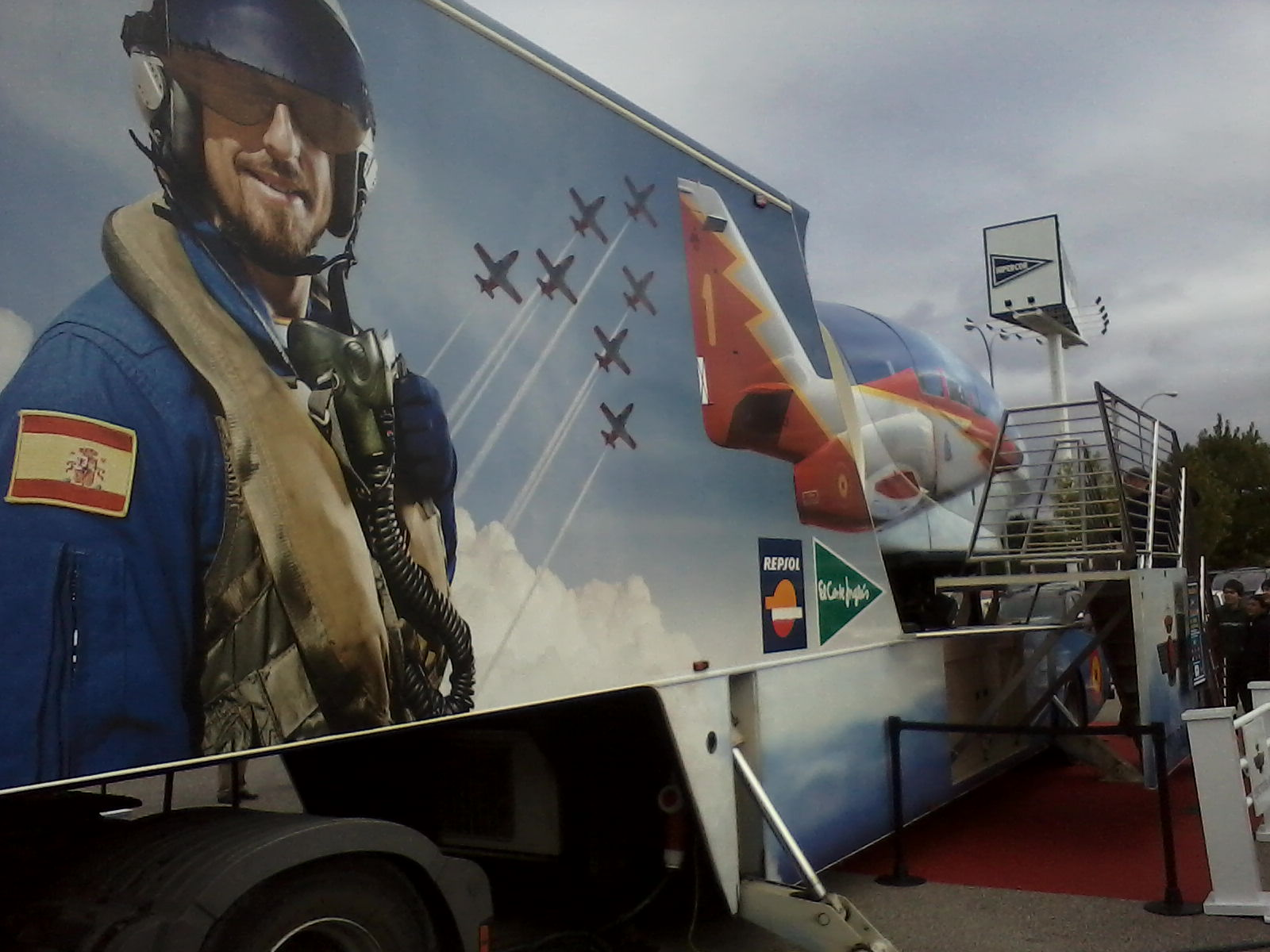
Simulador de vuelo de la Patrulla Águila.

### El carácter actual de la patrulla
Actualmente, la Patrulla Águila, habiendo cumplido veinticinco temporadas desde su fundación, acumula más de 25.000 horas de vuelo, y ha participado en más de trescientos eventos festivos, tanto de carácter civil como militar, incluyendo la Exposición Universal de Sevilla de 1992 (donde utilizaron por primera vez humo de colores, para dibujar la bandera española), la apertura de la Volvo Ocean Race en noviembre de 2005 en Vigo o los Juegos Olímpicos de Barcelona 1992. Uno de sus más recientes actos de presencia en grandes espectáculos de masas fue en la celebración del campeonato del mundo de fútbol logrado por España en el año 2010.
Sus pilotos han de compaginar su trabajo en la Patrulla con la labor docente en la Academia General del Aire, ya que, a diferencia de otras patrullas, no tienen dedicación completa (por razones presupuestarias del Ejército del Aire), lo que hace aún más meritorios sus logros. Otro factor que aumenta el mérito de los integrantes de la Patrulla son las limitadas prestaciones de la propia montura, ya que para realizar ciertas maniobras que con otros aviones se pueden hacer holgadamente, en el caso del Aviojet han de exprimir prácticamente al límite las posibilidades del aparato.

## Miembros de la patrulla
| Piloto                                                         | Puesto 2025                                            |
| -------------------------------------------------------------- | ------------------------------------------------------ |
| Cte. José Javier Sánchez Martín (Puertollano (Ciudad Real))    | Águila 0 - Jefe Patrulla Águila Águila 6 - Par derecho |
| Cte. Miguel Ángel Abad Ibabe (Cartagena (Murcia))              | Águila 1 - Líder                                       |
| Tte. Óscar Sanz Rillo (Torrejón de Ardoz (Madrid))             | Águila 2 - Punto derecho                               |
| Cte. Juan Carlos Márquez Noriego                               | Águila 4 - Perro                                       |
| Cap. Rafael González Marín (Murcia)                            | Águila 5 - Solo                                        |
| Cap. José Alberto Marín Delgado (Beniaján (Murcia))            | Águila 7 - Par izquierdo                               |
| Cte. Javier Cruz Pérez                                         | Reserva                                                |
| Cap. Luis Verjano Zapata (Villafranca de los Barros (Badajoz)) | Speaker y RRPP                                         |

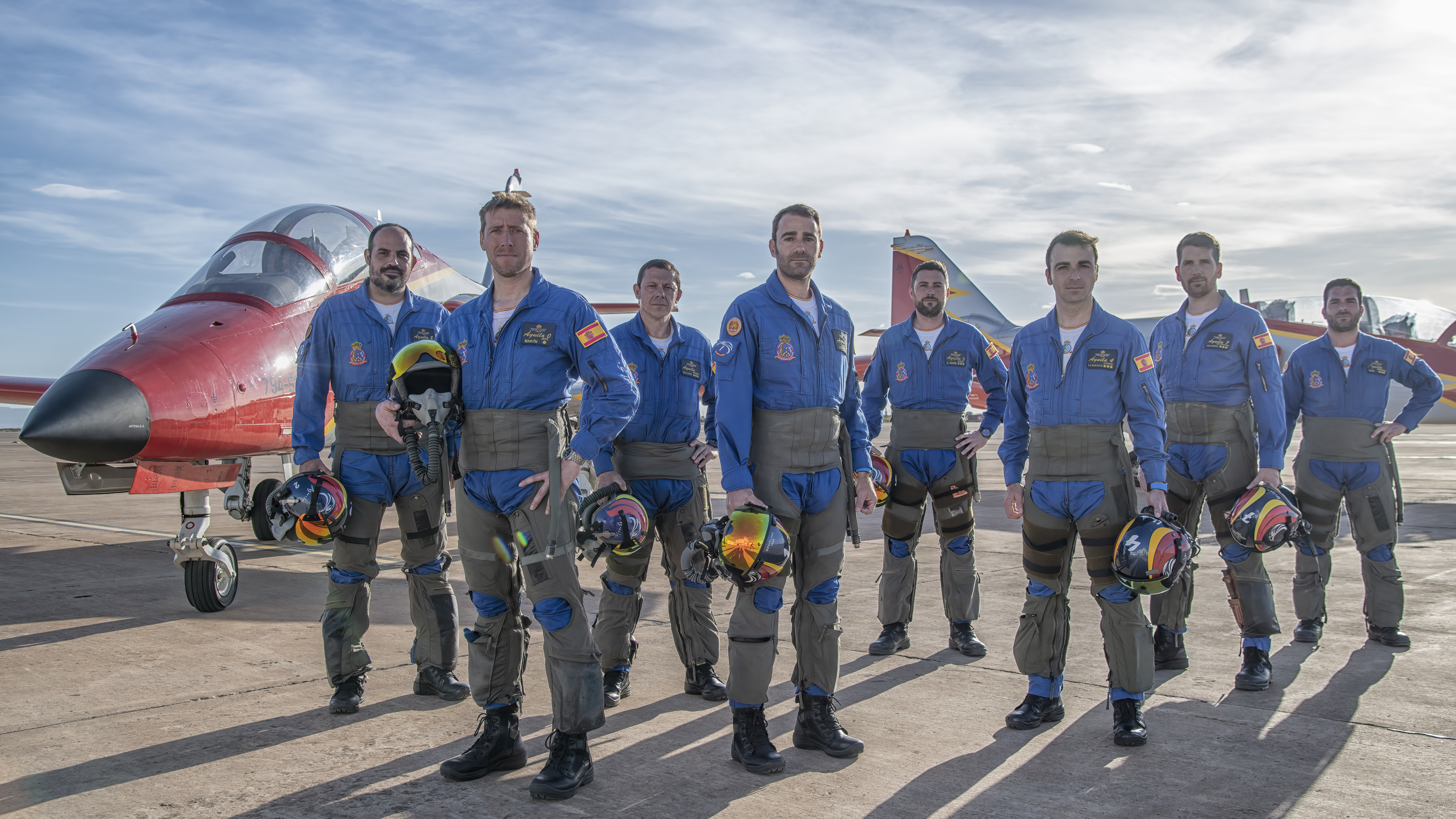
Equipo de la Patrulla Águila en 2023.

La patrulla la componen siete pilotos (más un jefe en tierra y extenso personal de apoyo) que ocupan siete demarcaciones de nombres diferentes. Estas son: 
- Líder o Águila 1: en la formación estándar de la patrulla, el líder ocupa la cabeza, extendiéndose los demás a los lados y detrás de este. El líder dirige a toda la patrulla en vuelo.
- Puntos derecho e izquierdo o Águilas 2 y 3: los puntos van detrás y a ambos lados del líder. Cada uno tiene la misión de proporcionar estabilidad a su ala correspondiente.
- Perro o Águila 4: el perro vuela detrás del líder y de los puntos, formando los cuatro un rombo.
- Solo o Águila 5: el encargado de las maniobras que ponen más al límite las características del avión.
- Pares derecho e izquierdo o Águilas 6 y 7: conforman los laterales de la formación. Son los responsables de las maniobras que requieren más precisión y coordinación.

Estos siete aviones pueden combinarse en multitud de formaciones, incluyendo la cuña, el póquer (forma hexagonal), la flecha, el delta (triangular) o el ascua (forma de pica).

### Personal de apoyo

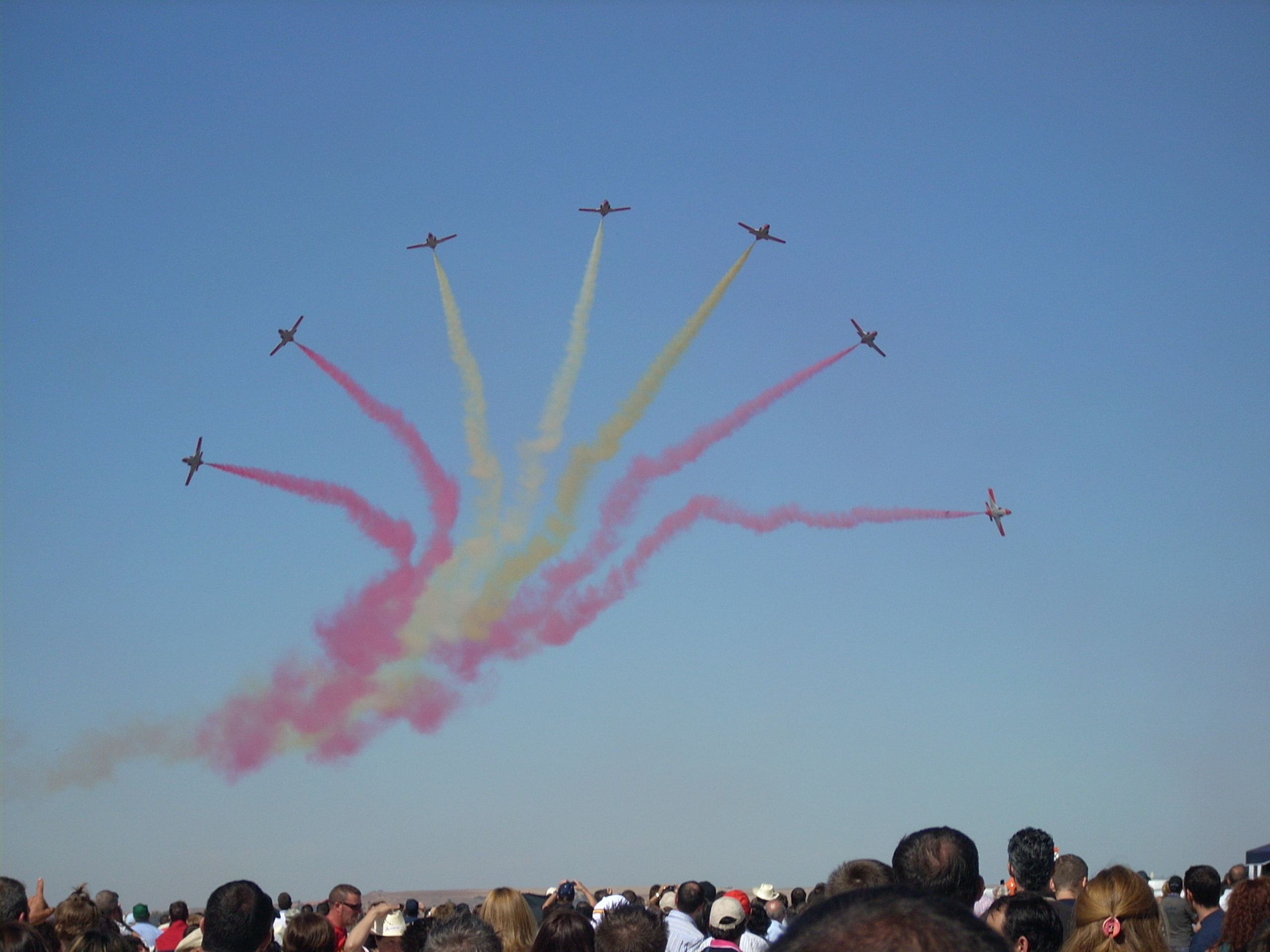
La Patrulla Águila ejecutando un ejercicio en Matacán (Salamanca) en 2011.

La patrulla recibe el apoyo experto de un amplio equipo de técnicos, mecánicos e ingenieros. Además de la labor de mantenimiento que se efectúa de forma constante, tienen una actuación crucial en cada exhibición, comenzando a trabajar cuatro horas antes del comienzo de la misma, y terminando unas tres horas después de finalizada.
El personal de apoyo en tierra está dirigido por un oficial ingeniero aeroespacial y se compone de:
- Jefe de mantenimiento.
- Línea de aviones.
- Sección técnica.
- Equipo de apoyo.
- Administración de la patrulla.
- Vídeo y foto: registran con detalle cada exhibición con el objetivo de poder mejorar mediante su posterior visualización.

## El avión

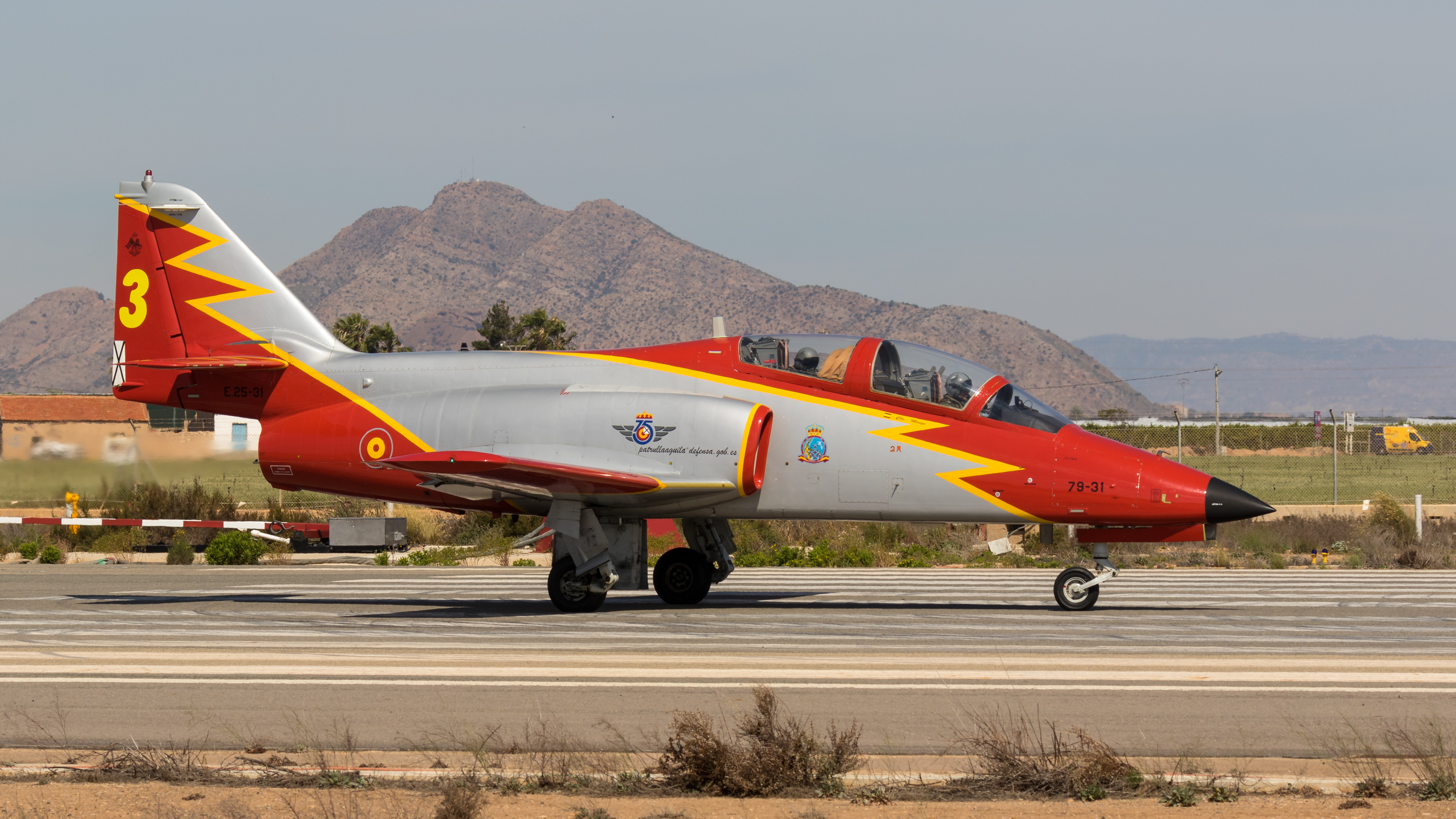
El CASA C-101 Aviojet, avión de la Patrulla Águila.

La Patrulla Águila utiliza siete aviones CASA C-101 Aviojet de fabricación española. Es un avión biplaza capaz de alcanzar una velocidad de 770 km/h y una altitud de 42000 pies (12,6 km). Fue concebido para funciones de aprendizaje y entrenamiento.
Los C-101 son apodados «mirlos» y, más coloquialmente, «culopollos».
| Avión              | Número | Periodo     |
| ------------------ | ------ | ----------- |
| CASA C-101 Aviojet | 7      | 1985 — 2025 |
| Pilatus PC-21      | ?      | 2026 —      |

El festival Aire 25, en la Base Aérea de San Javier, supondrá la última ocasión en la que Patrulla Águila utilizará los C-101, transitando a partir de ese momento al nuevo avión entrenador del Ejército del aire, el Pilatus PC-21.

## La exhibición

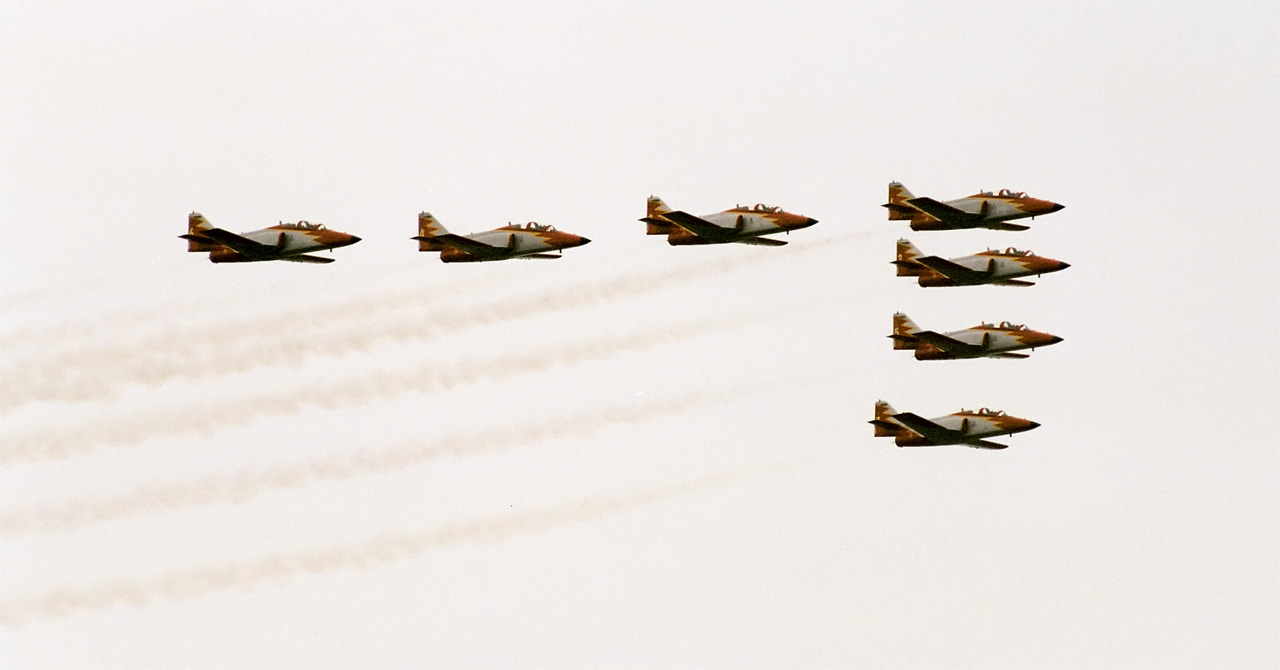
La patrulla en formación cuña durante una exhibición en Polonia.

La patrulla realiza sus exhibiciones entre primavera y otoño, descansando durante el invierno. Los entrenamientos se intensifican en febrero para poder comenzar las primeras exhibiciones en abril. Las exhibiciones duran alrededor de 25 minutos. Durante todo este tiempo, la patrulla permanece unida con la única excepción del Solo (Águila 5) y de los pares (Águilas 6 y 7), que se separan en ocasiones para breves maniobras especiales, regresando después a la formación.
Las maniobras de la patrulla se dividen en tres tablas o altitudes, de la siguiente forma:
- Tabla alta: altitud superior a 4500 pies (1500 m aprox.) en la base de la maniobra.
- Tabla baja: altitud superior a 2500 pies (833 m aprox.) en la base.
- Tabla plana: a partir de 1500 pies (500 m aprox.) en la base.

## Reconocimientos
El 27 de febrero de 2020, el comandante Eduardo Fermín Garvalena Crespo, conocido como Ayo y natural de Granada, perdió la vida durante un vuelo de entrenamiento en la costa de La Manga del Mar Menor (Murcia), al estrellarse su C‑101 Águila 5 - «Solo» en una maniobra ensayada. Poseía más de 2 300 horas de vuelo, formó parte del Escuadrón 142 del Ejército del Aire desde 2007, perteneciente al Ala 14. Hasta 2013 manejaba un Mirage F-1, y durante tres años voló en un Eurofighter Typhoon. Había participado en misiones internacionales como la Policía Aérea del Báltico (2016) y la Operación Atalanta en Yibuti (2018). 
En su honor, se instaló un avión C‑101 Aviojet de la Patrulla Águila en la localidad de Alcalá de Henares (Madrid) en enero de 2022, en la rotonda de entrada a la colonia militar Ciudad del Aire, manteniendo vivo su recuerdo. El avión lleva el nombre del piloto en el fuselaje y el número cinco en la cola.
Tras su fallecimiento, su viuda Paula Maldonado, fundó la asociación Estela de Ayo para continuar su compromiso solidario con poblaciones vulnerables, especialmente en lugares donde él sirvió: Yibuti y los países bálticos. La asociación sigue organizando campañas de apoyo (envío de alimentos, ropa y material escolar), algunas con la logística y respaldo del Ministerio de Defensa y del Ejército del Aire y del Espacio.